# Программа ООН по населённым пунктам
Программа Организации Объединённых Наций по населенным пунктам (ООН-Хабитат, англ. The United Nations Human Settlements Programme, UN-HABITAT) — программа ООН по содействию устойчивому развитию населенных пунктов. Основана в 1978 году.
Штаб-квартира организации находится в Найроби (Кения). Исполнительный директор: с января 2018 года — Маймуна Мохд Шариф.

## История
В 1976 году в Ванкувере (Канада) прошла Первая конференция ООН по населенным пунктам (Хабитат I).
По итогам Конференции в Ванкувере в декабре 1977 г. Генеральная Ассамблея ООН приняла резолюцию о создании Комиссии по населенным пунктам. Основной задачей Комиссии стало содействие развитию международного сотрудничества в области населенных пунктов, жилищно-гражданского строительства и строительных материалов. В октябре 1978 г. был образован Секретариат и исполнительный орган Комиссии ООН по населенным пунктам (Центр ООН по населенным пунктам — Хабитат).
В 1996 г. в Стамбуле (Турция) состоялась Вторая конференция по населенным пунктам (Хабитат II), на которой были приняты основополагающие документы Центра ООН по населенным пунктам. Первый — «Повестка дня Хабитат», так называемый всемирный План действий по устойчивому развитию населенных пунктов. Второй — «Стамбульская декларация», в которой главы государств и правительств мировых держав приняли обязательства по обеспечению безопасности, жизнеспособности, продуктивности и устойчивого развития населенных пунктов для всех людей планеты.
В июне 2001 г. в Нью-Йорке состоялась 25-я специальная сессия Генеральной Ассамблеи ООН «Стамбул + 5», посвященная оценке реализации «Повестки дня Хабитат». В ходе сессии странами-членами ООН была принята «Декларация по городам и другим населенным пунктам в новом тысячелетии», обозначившая принципы и цели устойчивого развития городов и других населенных пунктов.
12 декабря 2001 г. 56-я сессия Генеральной Ассамблеи ООН приняла резолюцию (А/Res/56/206) о повышении статуса Центра ООН по населенным пунктам (Хабитат) до уровня полноправной Программы Организации Объединённых Наций по населенным пунктам (ООН-ХАБИТАТ). Руководящий орган Программы — Комиссия по населенным пунктам была преобразована в Совет управляющих Программы Организации Объединённых Наций по населенным пунктам и стала являться вспомогательным органом Генеральной Ассамблеи.
Ежегодно в первый понедельник октября под эгидой Программы проводятся различные мероприятия, приуроченные ко Всемирному дню Хабитат.

## Консультативный комитет ООН по вопросам местного самоуправления (UNACLA)
Консультативный комитет ООН по вопросам местного самоуправления (UNACLA/ЮНАКЛА) учреждён резолюцией 17/18 Совета управляющих ООН от 1999 года в качестве консультативного органа для укрепления диалога системы ООН с местными властями в отношении реализации Повестки дня ООН по населённым пунктам. На текущий момент ЮНАКЛА возглавляется Всемирной организацией «Объединённые Города и Местные Власти», которая назначает Председателя и имеет в его совете 10 из 20 мест. Секретариат комитета расположен на базе офисов ОГМВ и Программы ООН по населённым пунктам.